# Алавайну, Аве
А́ве А́лавайну (эст. Ave Alavainu; 4 октября 1942, Тарту — 3 апреля 2022) — эстонская поэтесса и писательница.

## Биография
Аве Алавайну родилась 4 октября 1942 года в Тарту в семье врача. Родители развелись когда ей было 4 года, после чего Аве Алавайну вместе с матерью переехала в Таллин. Там она училась в школе с 1954 по 1961 год. С 1962 года изучала эстонскую филологию в Таллинском педагогическом институте. С 1964 по 1967 год продолжала учёбу в Тартуском университете, однако ушла с третьего курса. Она пошла учиться актёрскому мастерству в театральную студию театра «Ванемуйне» и окончила её в 1968 году. После этого она работала преимущественно журналисткой в различных газетах и журналах, а затем переехала на остров Хийумаа вместе с мужем Ваапо Вахером, с которым познакомилась во время работы в редакции газеты. С 1976 года на педагогической работе. В 1981—1985 годах была директором дома пионеров. В тот период она основала школьный театр и возглавляла его до 1995 года. С 1997 года возглавляла некоммерческую организацию «Ave Vita».
С 1987 года Аве Алавайну являлась членом Союза писателей Эстонии. Жила в городе Кярдла на острове Хийумаа.

## Творчество
Алавайну дебютировала в 1966 году, опубликовав свои стихи в прессе. В 1973 году вышла её первая книга. Критики увидели там отчасти «традиционную любовную лирику», но в то же время подчёркивали, что там неоднократно находит выражение «эротический опыт» и «эротическое чувство». Один критик даже сравнил творчество поэтессы с Ральфом Рондом, книга которого была уничтожена в межвоенный период из-за безнравственности, и считал, что эти стихотворения не следует читать детям до 16 лет.
Последующие сборники стихов получили положительные отзывы за любовную лирику, хотя критические голоса тоже звучали. В творчестве Аве Алавайну имеются некоторые сходные черты с Яаном Изотаммом.
Со своим эпистолярным романом «Кто из нас Наполеон?» (1987) она дебютировала как прозаик, в нём котором детально рассматриваются гендерные различия. Он был также классифицирован как «психологический роман». Критики увидели там значительный акцент на различии между мужчиной и женщиной, но также и «де-эмансипационные» тенденции.
Аве Алавайну также известна как автор детской литературы.

## Сочинения
- «Väga väike värsiraamat: ühe aasta luulet» Tallinn: Eesti Raamat, 1973
- «Riina riided» Värvimisvihik lastele: tekst Ave Alavainu, illustreerinud Helga Jõerüüt. Tallinn: Kunst, 1974
- «Mul on vaid sõnad» Tallinn: Eesti Raamat, 1977 (luulekogu)
- «Veel üks võimalus» Tallinn: Eesti Raamat, 1982 (luulekogu)
- «Kes meist on Napoleon?: autopatoloogiline romaan kirjades» Tallinn: Eesti Raamat, 1987
- «Hiiumaal. 1. vihik, Luuletusi 1976—1992» Kärdla: Hiiukoda, 1992
- «Prügimägi» Tallinn: Faatum, 1995 (romaan)
- «Rong katusel: valik proosat» Tallinn: Koolibri, 2005; Habaja: Kentaur, 2008
- «Kohtumisest käevõruni: kummardus Betti Alverile» Kärdla, Tallinn: Ave Vita!, 2006
- «Joonlaualaulud» Kärdla: Ave Vita!, 2012
- «Koondatud» Habaja: Kentaur, 2014 (luulekogu)
- «50:50 [elueklektika]» Tallinn: Ajakirjade Kirjastus, 2016